# سبیخوتان
سبیخوتان (به لاتین: Sébikhotane) یک منطقهٔ مسکونی در سنگال است که در روفیسک واقع شده‌است. سبیخوتان ۲۷٬۴۰۲ نفر جمعیت دارد.